# Carmen Giménez Flores
María del Carmen Giménez Flores Brito y Milla (Cabra, 21 de febrero de 1867-Cabra, 3 de enero de 1938) conocida popularmente como La Infantona, fue una aristócrata que ostentó el vizcondado de Termens debido a su romance con Antonio de Orléans, infante de España y duque de Galliera.

## Biografía
Los progenitores de Carmen Giménez, el sanroqueño José Giménez y María de la Sierra Flores, se conocieron en Gibraltar y decidieron fijar su residencia en la localidad de Cabra, en la provincia de Córdoba. Allí nació Carmen en 1867, diciéndose que estaba dotada de una gran belleza, aunque comenzó trabajando de empleada doméstica, al igual que su madre. Por aquella época se la conocía como Carmela la sanroqueña, en referencia al origen paterno. 

### Amante de Antonio de Orléans
Apenas muy joven marchó a Madrid para trabajar, donde conoció a Antonio de Orléans, duque de Galliera y primo de Alfonso XII, en 1893. Carmen se convirtió en amante del duque, que ya estaba casado con Eulalia de Borbón, hija de Isabel II. Eulalia se sintió menospreciada por esta relación extramatrimonial durante más de 20 años, ya que Antonio acompañó a Carmen por muchas ciudades europeas; sobre ello escribe Eulalia:

Mi marido, en sus aventuras, era algo más que principesco, y la fortuna de Montpensier, junto con mi patrimonio y mi lista civil, se le iba de las manos rumbosamente... Sevilla, París y Madrid lo vieron pasar en carruajes lujosos junto a una amiga a la que apodaron La Infantona, mientras yo en París me encontraba en una situación comprometida, difícil y molesta de una casada sin marido.
Eulalia de Borbón

El matrimonio finalmente acabó separándose en 1900, creando un escándalo en la época, ya que se conocía la existencia de amantes por parte de ambos.
A raíz de la separación, Antonio instó al rey Alfonso XIII para que concediera a Carmen el vizcondado de Termens, obteniendo el título de II vizcondesa de Térmens en 1910, ya que el primer titular, un militar llamado Gregorio Brito que participó en la Sublevación de Cataluña (1640-52), fue recompensado por Felipe IV con el título en 1647. Antonio, basándose en una dudosa genealogía, estipuló que la abuela gaditana de Carmen tenía un lazo familiar con el citado militar, en lo que sería una estratagema para legitimar la designación. Eulalia se sintió deshonrada con aquel gesto y así le escribió a la madre del rey, María Cristina. Además, Carmen consiguió viviendas en París, Cádiz y Cabra, llenas de obras de arte, joyas y objetos de valor.
Cansados de la situación, los hijos de Antonio y Eulalia, especialmente Alfonso de Orléans, instaron al rey en 1919 por carta a recibir parte del patrimonio de su padre, reclamando «las joyas de mi abuela [Isabel II] que, según mamá, están indebidamente en manos de Carmela, así como si son válidas varias cesiones hechas a Carmela de terrenos en Sanlúcar». Estos litigios con los descendientes de Antonio acabaron por romper la relación amorosa y finalmente Carmen tuvo que devolver algunos obsequios, aunque se alzó con un gran patrimonio, por ejemplo, el mausoleo de la vizcondesa de Térmens, ubicado en Cabra y elaborado por el escultor Mariano Benlliure o un precioso palacete de estilo neomudéjar en la céntrica Plaza del Cabildo en Sanlúcar de Barrameda.

### Matrimonio y filantropía
Tras la ruptura, Carmen contrajo matrimonio el 24 de julio de 1921 con Luis Gómez de Villavedón en la iglesia de la Asunción y Ángeles, comandante laureado de la guerra del Rif en el Marruecos español, quien, según algunos medios, se suicidó cinco años después de un disparo al corazón. Tras la desgracia, Carmen regresó a su ciudad natal y se dedicó a obras de filantropía y caridad. Asimismo, donó un manto a la Virgen de la Sierra y reparó el camerino de su ermita. En 1930 creó la Fundación Escolar Térmens, dedicada a los niños pobres y encargó su gestión a las Hijas de la Caridad de San Vicente de Paúl, siendo actualmente un colegio de educación especial. Costeó el trono de la Cofradía de las Angustias de Cabra, evento por el que recibió el título de Hermano Mayor, colaboró con el asilo San Rafael de Córdoba y apoyó la construcción de casas para gente pobre en Cabra.
La vizcondesa falleció en su casa de Cabra en 1938 a causa de una uremia y fue enterrada en su mausoleo según su testamento:

Reciba sepultura en el sarcófago que tiene construido en su panteón de Cabra, al lado de la iglesia de sus grupos escolares para sus niños pobres, y una vez inhumado, la llave de dicho enterramiento será entregada para su custodia a las religiosas Hijas de san Vicente de Paul, profesoras de las Escuelas Termens.
Testamento de Carmen Giménez Flores

## Literatura
- El poeta egabrense Juan Valera comentó que las aventuras de Carmen le inspiraron para crear algunas de sus novelas.
- El historiador egabrense Salvador Guzmán Moral escribió en 2003 su tesis doctoral titulada El mausoleo de la vizcondesa de Termens, de Cabra, editado por el Servicio de Publicaciones de la Universidad de Córdoba, en el que analiza en profundidad este monumento.[2] Más adelante, en 2010, el mismo autor publicará una biografía de la aristócrata titulada La infantona. Rival de la infanta Eulalia.[3]